# Powiat Igława
Powiat Igława (czes. Okres Jihlava) – powiat w Czechach, w kraju Wysoczyna.
Jego siedziba znajduje się w mieście Igława. Powierzchnia powiatu wynosi 1 180,13 km², zamieszkuje go 108 333 osób (gęstość zaludnienia wynosi 91,81 mieszkańców na 1 km²). Powiat ten liczy 121 miejscowości, w tym 5 miast.
Od 1 stycznia 2003 powiaty nie są już jednostką podziału administracyjnego Czech. Podział na powiaty zachowały jednak sądy, policja i niektóre inne urzędy państwowe. Został on również zachowany dla celów statystycznych.

## Struktura powierzchni
Według danych z 31 grudnia 2003 powiat ma obszar 1 180,13 km², w tym:
- użytki rolne - 59,24%, w tym 75,06% gruntów ornych
- inne - 40,76%, w tym 76,37% lasów
- liczba gospodarstw rolnych: 748

## Demografia
Dane z 31 grudnia 2003:
| Opis        | Ogółem  | Kobiety       | Mężczyźni     |
| ----------- | ------- | ------------- | ------------- |
| populacja   | 108 333 | 54 968 50,74% | 53 365 49,26% |
| średni wiek | 38,5    | 40,7          | 37,51         |

- gęstość zaludnienia: 91,81 mieszk./km²
- 65,27% ludności powiatu mieszka w miastach.

## Zatrudnienie
| Mieszkańcy ze stałym zatrudnieniem | 38 089       |
| Średnia pensja miesięczna          | 16 040 koron |
| Bezrobotni                         | 4 700        |
| Stopa bezrobocia                   | 8,19%        |

## Szkolnictwo
W powiecie Igława działają:
| Rodzaj szkoły                   | Liczba szkół |
| ------------------------------- | ------------ |
| Przedszkola                     | 41           |
| Szkoły podstawowe               | 44           |
| Gimnazja                        | 3            |
| Szkoły średnie techniczne       | 15           |
| Szkoły średnie ogólnokształcące | 7            |
| Szkoły wyższe                   | 4            |

## Służba zdrowia
| Lekarze                               | 372 |
| Szpitale                              | 1   |
| Specjalistyczne ośrodki terapeutyczne | 1   |
| Gabinety dentystyczne                 | 56  |
| Apteki                                | 21  |